# Roemer Visscher
Roemer Pieterszoon Visscher (n. 1547, Amsterdam, Țările de Jos Habsburgice⁠(d) – d. 19 februarie 1620, Amsterdam, Comitatul Olanda, Provinciile Unite) a fost un negustor și scriitor neerlandez în perioada denumită Epoca de Aur Neerlandeză.

## Biografie
Visscher s-a născut și a trăit în Amsterdam; a fost o figură importantă în viața culturală a orașului și membru al societății dramatice rederijkerskamer, (Camerele retoricii). Alți membrii ai scestei societăți au fost scriitorii Pieter Corneliszoon Hooft, Gerbrand Adriaensz Bredero și Joost van den Vondel. Vondel numea casa lui Visschers "het saligh Roemers huys", ("casa încântătoare a lui Roemer"), deoarece artiști de toate felurile, de la pictori la poeți, îi călcau pragul, pe Gelderse Kade în Amsterdam. 
Roemer a fost tatăl a trei fiice: Maria Tesselschade Visscher, Gertruid și Anna Visscher.

## Opera

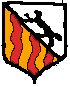
Stema lui Roemer Visscher

Conținutul umanist și moralist al lucrărilor sale aparțin perioadei renascentiste, deși forma creațiilor sale este conservatoare și caracteristică societății rederijkers. 
Visscher a fost un specialist al epigramei, dar, de asemenea, a scris emblemata. Emblemata este un gen literar în care o ilustrată e acompaniată de unul sau două versuri. Un exemplu de emblemata este lucrarea sa Sinnepoppen. O emblemă se numește "Elck wat wils" ceea ce s-ar traduce prin Ceva pe gustul fiecăruia, fiind o expresie foarte folosită în neerlandeză.
Printre operele sale se numără:
- T'loff vande mutse, ende van een blaewe scheen (1612)
- Brabbeling (1614)
- Sinnepoppen (1614)